# The Love Girl
The Love Girl er en amerikansk stumfilm fra 1916 af Robert Z. Leonard.

## Medvirkende
- Ella Hall som Ambrosia.
- Adele Farrington.
- Kingsley Benedict.
- Betty Schade.
- Harry Depp.